# Fara v Nové Hradečné
Fara s hospodářským dvorem stojí v jádru obce Nová Hradečná v bezprostřední blízkosti kostela sv. Vavřince. Vystavěna byla v barokním slohu mezi léty 1764–1768. Od 3. května 1958 je kulturní památkou.

## Historie a popis
Barokní fara v Nové Hradečné byla vystavěna mezi léty 1764–1768 na zakázku Josefa Václava Vavřince z Lichtenštejnu. Jedná se o samostatně stojící budovu na obdélníkovém půdorysu s polovalbovou střechou a o dvou a sedmi okenních osách. Průčelní okna jsou zdobena šambránami a jsou oddělena kordonovou římsou s lisenovým rámováním. Do štítů jsou zasazena malá kruhová okna. Místnosti jsou jak plochostropé, tak zaklenuté pruskou klenbou. V interiéru se dochovala rokoková kamna a portrét faráře Ondřeje Miklíka. Před farou stojí přízemní hospodářská stavení, která uzavírají obdélný dvůr. Jendalo se o stáj pro koně, kůlnu, ovčín a chlév pro krávy. K roku 1919 byla do budovy zavedena elektřina. Roku 2014 proběhla oprava střechy fary, jenž byla spoludotována z Havarijního programu Ministerstva kultury ČR.